# 2022년 시티오브체스터 재보궐선거
2022년 시티오브체스터 재보궐선거(영어: 2022 City of Chester by-election)는 2022년 12월 1일 치러진 시티오브체스터의 국회의원 재보궐선거이다. 국왕 찰스 3세와 리시 수낵 총리 재임기에 실시된 최초의 재보궐선거이자. 2022년 스트렛퍼드 엄스턴 재보궐선거 이후 두번째로 치러지게 된 국회의원 재보궐선거였다. 동시에 노스웨스트잉글랜드 지역에서 열린 재보궐선거로는 2017년 코플랜드 재보궐선거 이후 5년 만의 선거이자, 체셔주에서 치러진 재보궐선거로는 2008년 크루 낸트위치 재보궐선거 이후 14년 만의 선거였다.
크리스 매더슨 현 지역구 의원이 성추행 혐의로 수사받은 데 이어 독립전문위원단의 권고에 따라 의원활동 4주 정직 처분을 받게 되자 2022년 10월 21일 의원직을 사퇴하면서 재보궐선거가 치러지게 되었다. 개표 결과 노동당의 새먼다 딕슨의 당선으로 드러났으며, 선회표심 득표율은 14%에 달해 역대 선거 가운데서도 노동당이 최고의 득표율을 거둔 것으로 드러난 반면, 보수당은 1837년 전신 정당인 토리당의 선거결과 이래 최악의 득표율을 기록하였다.

## 배경
시티오브체스터 (City of Chester)는 잉글랜드 체셔주 서부의 웨일스 국경지대에 위치한 지역구로, 1545년부터 국회의원을 선출해 온 영국에서 가장 오래된 선거구 중 하나이다. 그 이름대로 체스터 시와 주변의 농촌지역을 관할지역으로 두고 있으며, 업턴바이체스터 (Upton-by-Chester)의 중산층 거주지역과 블레이컨 (Blacon)의 대규모 시립주택가도 관할구역으로 두고 있어 주민들의 사회계층이 다양하게 분포해 있다.
과거 20세기에는 보수당의 텃밭 지역구로 여겨져 왔으나 1997년 총선에서 처음으로 노동당 후보가 당선되었다. 당시 도서관 사서 출신의 크리스틴 러셀이 TV 유명인사이자 작가로 활동하던 자일스 브랜드레스를 꺾고 국회의원이 되어 화제가 되었다.
2010년 총선에서 보수당의 스티븐 모슬리 후보가 크리스틴 러셀 의원을 꺾고 당선되었으나, 그 다음 총선인 2015년 총선에서는 노동당의 크리스 매터슨 후보가 단 93표차로 모슬리 의원을 꺾고 지역구를 탈환해 왔다. 이 당시의 표 격차는 해당 총선의 전 지역구 선거 가운데 세번째로 작은 기록이기도 했다. 2017년 총선에서는 매터슨 후보가 93표에서 9,176표로 격차를 늘려 초접전 지역구에서 비교적 여유로운 지역구로 변모하는 데 일조하였다. 비슷한 시기 시티오브체스터는 2016년 유럽연합 탈퇴 국민투표에서 54% 대 46%로 유럽연합 잔류를 택했다.
2022년 10월 21일 크리스 매터슨 의원은 사무실 직원에 "심각한 성범죄"를 저지른 혐의로 영국 의회의 독립전문가위원단으로부터 4주간 정직처분을 받았다. 위원단의 결정에 따라 노동당도 당원자격을 정지하는 동시에 원내총무직도 박탈하였다. 당초 매터슨 의원은 2015년 국회의원 소환법에 따라 주민들의 청원으로 소환 처리될 예정이었으나, 위원단의 발표가 있은 후 스스로 의원직을 사퇴하였다. 사퇴 이유에 대해 매터슨 의원은 성범죄 혐의를 계속해서 부인해 왔음에도 건강과 가족 문제로 사퇴를 결심하게 되었다고 밝혔다.
2022년 10월 25일 국회의원 재보궐선거를 예고하는 선거교서가 발행되었으며, 2022년 11월 30일까지 현지 도서관을 재보궐선거 우편투표 환수처로 지정하게 되었다.

## 후보
10월 29일 보수당은 체셔이스트 시의회의 오드로드 (Odd Rode) 지역구 시의원인 리즈 워들로 (Liz Wardlaw)를 후보로 공천한다고 밝혔다.
10월 30일 노동당은 지역당원들의 투표 결과 체셔웨스트 전 시의원이자 체스터 시의회 현 시의원 겸 원내대표인 새먼다 딕슨 (Samantha Dixon)을 후보로 공천한다고 밝혔다.
10월 31일 자유민주당은 체스터 학교 교사이자 시의원으로 활동중인 롭 허드(Rob Herd)를 보궐선거 후보로 공천하였다.
녹색당도 체스웨스터와 체스터 시의원으로 활동하는 폴 바워스 (Paul Bowers)를 후보로 공천하였으며, 영국 개혁당은 지니 바튼 (Jeanie Barton)을 공천하였다.
유럽연합 재가입당 (Rejoin EU)는 리처드 휴이슨 (Richard Hewison) 당대표가 직접 후보로 출마하였으며, 영국 독립당은 케인 그리프스 (Cain Griffiths)를, 공식 몬스터 레이빙 루니당은 당대표 하울링 라우드 호프 (Howling Laud Hope)를, 자유연맹 (Freedom Alliance)은 크리스 쿼터메인 (Chris Quartermaine)을 후보로 공천하였다.

## 개표 결과
|  | 60.8% |

|  | 22.2% |

|  | 8.3% |

|  | 3.5% |

|  | 2.7% |

|  | 1.0% |

|  | 0.6% |

|  | 0.5% |

|  | 0.3% |

## 이전 총선 결과
|  | 49.6% |

|  | 38.3% |

|  | 6.8% |

|  | 2.6% |

|  | 2.5% |

## 반응
이번 선거에서 보수당은 1832년 총선 이후 체스터시 선거에서 가장 낮은 득표율을 기록한 반면, 노동당은 역대 최고 득표율을 기록하며 보수당을 14% 격차로 따돌렸다. 이를 지난 총선의 전국 모든 선거구에 대입할 경우 노동당은 대승하여 다수당 정부로 발돋움할 것으로 예측되었다.
키어 스타머 노동당 대표는 이번 선거 결과가 "리시 수낵 총리에게 보내는 분명한 메시지"라고 평가하였다. 안젤라 레이너 부대표는 선거 결과가 나온 직후 체스터시에서 기자회견에 나섰으며 이번의 "역사적인 결과"는 보수당 정부가 물가 폭등에 제대로 대처하지 못했기 때문이라고 분석하였다.